# SN 1997bg
SN 1997bg – supernowa typu II odkryta 8 marca 1997 roku w galaktyce A124039-0024. W momencie odkrycia miała maksymalną jasność 23,50m.